# Progressistes Viguesos
Progressistes Viguesos va ser un partit polític d'àmbit municipal de la ciutat gallega de Vigo (Espanya) liderat per Manoel Soto. A les eleccions autonòmiques gallegues de 2001 va formar part de Democràcia Progressista Gallega i poc abans de les eleccions municipals del 2003 es va unir a la Unión Galega d'Agustín Arca Fernández. Va obtenir un regidor en les eleccions de 1999 (el mateix Manoel Soto) i dos en 2003 (Manoel Soto i Agustín Arca). Després de la mort d'Agustín Arca va ocupar el seu lloc el pescador i patró de vaixell Xulio Alonso Vázquez. En 2004 es va integrar en el Partit Galleguista, sense que aquesta llista fos capaç de revalidar els resultats de Progressistes Viguesos a Vigo en les eleccions municipals de 2007, perdent la seva representació en el consistori.